# サン＝ドニ＝ユニヴェルシテ駅
サン＝ドニ＝ユニヴェルシテ駅 (サン＝ドニ＝ユニヴェルシテえき、仏：Saint-Denis — Université) は、フランス・パリの北のサン＝ドニにあるメトロ13号線 (地下鉄) の駅。13号線の北東方面の分岐線の北端である。

## 概要
サン＝ドニ＝ユニヴェルシテ駅は、パリの地下鉄メトロ13号線の駅。パリの北にあるサン＝ドニ北部に位置しており、サン＝ドニの北の自治体ピエールフィット＝シュル＝セーヌとの境に近い。
1998年5月25日、13号線の駅として開業した。「ユニヴェルシテ （Université）」 （大学という意味。）という駅名が示すとおり、近くにはパリ第8大学がある。

## 歴史
- 1998年5月25日、メトロ13号線の駅として開業。

## 駅周辺
- パリ第8大学 （Université Paris VIII）

## 隣の駅
パリメトロ
■13号線
サン＝ドニ＝ユニヴェルシテ駅 - バジリク・ド・サン＝ドニ駅 (Basilique de Saint-Denis)